# Antoni Grochowski
Antoni Grochowski – podporucznik w powstaniu listopadowym.
Wzięty do rosyjskiej niewoli, został zesłany do Głazowa w guberni wiackiej.